# Сельское поселение Озерки
Сельское поселение Озерки — муниципальное образование в Челно-Вершинском районе Самарской области.
Административный центр — село Озерки.

## Административное устройство
В состав сельского поселения Озерки входят:
- село Кривозериха,
- село Кротовка,
- село Озерки,
- село Чистовка,
- посёлок Калиновый Куст,
- посёлок Подлесный,
- посёлок Покровка,
- посёлок Шихан,
- деревня Ермоловка.